# Poduri (okręg Ardżesz)
Poduri – wieś w Rumunii, w okręgu Ardżesz, w gminie Corbi. W 2011 roku liczyła 332 mieszkańców.